# Anca Cernea
Anca Cernea (n. 31 ianuarie 1982, Târgu Mureș) este o scenografă de teatru și film din România. 

## Biografie
A absolvit Universitatea Națională de Artă Teatrală și Cinematografică Ion Luca Caragiale din București, secția actorie, clasa lui Gelu Colceag. Este cunoscută ca actriță, jurnalistă, ilustratoare, designer de modă, designer de costume de teatru și televiziune. Costumele de scenă semnate de Anca Cernea sunt „costume ingenioase, pline de detalii imaginative” (Cristina Rusiecki), iar decorurile sale „redimensionează în mod inspirat spațiile de joc” (Ileana Lucaciu).

## Roluri în teatru și televiziune
Ca actriță, a jucat în spectacolele: 
- „Despre adevăr și alte minciuni”, după Rainer Werner Fassbinder, regie: Iulian Suman, Teatrul Național „Ion Luca Caragiale”, București, sala Amfiteatru;
- „Comedia Erorilor”, de William Shakespeare, regie: George Dogaru, Studioul Cassandra; și
- în filmele de televiziune: „Daria, iubirea mea” (serial TV, Acasă TV), „Corabia nebunilor”, clip Travka, „Doctori de mame” (serial TV, Acasă TV).

## Spectacole cu scenografia semnată Anca Cernea
Ca scenografă, a lucrat pentru spectacolele: 
- „Despre adevăr și alte minciuni”, după Rainer Werner Fassbinder (regie: Iulian Suman, Teatrul Național din București, sala "Amfiteatru")
- „American Buffallo”, de David Mamet (regie: Marcel Top, Teatrul "Luni" de la Green Hours),
- „Vassa Jeleznova”, de Maxim Gorki (regie: Andreea Vulpe, Studioul "Cassandra"),
- „Comedia Erorilor”, de William Shakespeare (regie: George Dogaru, Studioul "Cassandra"),
- „Edmond” de David Mamet (regie: Marcel Top, Teatrul de Comedie, București),
- „Și noi, și ea”, de Oreste Scarlat Teodorescu și Emanuel Parvu (regia: Emanuel Parvu, Teatrul Mic),
- „Burghezul gentilom”, după Moliere (regie: Petrică Ionescu, scenografie: Dragoș Buhagiar, Teatrul Național „Ion Luca Caragiale”, București - asistență costume),
- „Dumnezeul de a doua zi”, de Cornel Mimi Brănescu (regie: Marcel Top, Teatrul de Comedie, București),
- „Demonul roșu”, de Hideki Noda (regie: Marcel Top, Teatrul "Act"),
- „Filmele mele nefăcute” (scurt-metraj de Eva Pervolovici),
- „Corabia nebunilor” (clip Travka)
- „I'll take your breath” (clip Lost Angel),
- „Deformații”, de Mitoș Micleușanu (regie: Marcel Top, Teatrul "Luni" de la Green Hours),
- „Lear”, de William Shakespeare (regie: Andrei Șerban, costume: Lia Manțoc, Teatrul "Bulandra" - asistență costume),
- „G.O.D.”, de Eric Bogosian (regie: Marcel Top, Teatrul "Luni" de la Green Hours),
- „Jacques și stăpânul său”, de Milan Kundera (regie: Marcel Top, Teatrul "Joint", sala "Silver Church"),
- „Noi” (spectacol de pantomimă și coregrafie al trupei „Passepartout”, sub îndrumarea lui Dan Puric)
- „România Greatest Hits”, pe texte de Mircea Dinescu și Grigore Vieru (regie: Marcel Top, Palatul Societății "Tinerimea Română"),
- "Hamlet", de William Shakespeare (regie: Marcel Top, Teatrul "Imeras", Atena),
- „Amadeus”, după Peter Shaffer (regie: Marcel Top, Opera Națională din București),
- „O zi de vara”, după Slawomir Mrozek (regie: Marcel Top, Teatrul "Nottara"),
- „Marii eroi ai revolutiilor”, după Octavian Soviany (regie: Marcel Top, Clubul "The Other Side of Expirat"),
- „Barbatii sunt de pe Marte, femeile sunt de pe Venus” (regie: Doina Antohi, café-teatrul "Godot"),
- „Cabinierul”, de Ronald Harwood (regie: Marcel Top, Teatrul "Nottara", București),
- „Don Juan”, după Molière (regie: Marcel Top, Teatrul "Godot", București),
- „Kasa poporului”, după Mitoș Micleușanu (regie: Marcel Top, Teatrul "Godot", București),
- „Butoiul cu praf și pulbere”, adaptare de Marcel Țop, după Dejan Dukovski (regie: Marcel Top, Teatrul Municipal din Baia Mare),
- "Ce poți face în 10 minute" după texte de: Cathy Celesia, Christopher Durang, Eric Lane, Marc O'Donnell, Nina Shengold, Seth Kramer, Theresa Rebeck și Wayne Rawley (regie: Doina Antohi, café-teatrul "Godot"),
- "Orice pentru tine" (regie: Doina Antohi, Teatrul de pe Lipscani),
- "Woyzek Transilvania" - adaptare de Marcel Țop, după Georg Büchner (regie: Marcel Țop, Teatrul de Nord din Satu Mare),
- "Copilul problemă" (regie: Doina Antohi, Teatrul de pe Lipscani),
- "Visul unei nopți de vară", după William Shakespeare (regie: Marcel Țop, Teatrul de Stat din Constanța),
- "O căsnicie liniștită", de Noël Coward (regie: Ștefan Ruxanda, Teatrul "Elisabeta" din București),
- "Păhărelul cu nectar", de Valeriu Anania (regie: Ștefan Ruxanda, Teatrul "Elisabeta", București),
- "Basma curată" - spectacol de dans contemporan (regie și coregrafie: Arcadie Rusu și Ioana Marchidan, centrul de dans contemporan "Linotip", București),
- "Elixir", de Eric-Emmanuel Schmitt (regie: Marcel Țop, Teatrul de Comedie, București),
- "Paracliserul", de Marin Sorescut (regie: Marcel Țop, Teatrul Dramaturgilor, București).

## Cărți ilustrate de Anca Cernea
A ilustrat cărți pentru copii, precum: "Jocuri de jucat vara", "Jocuri de jucat primăvara", "Jocuri de jucat toamna" și "Jocuri de jucat iarna" (toate de Mirela Retegan). Cărți de teatru, precum: "Frizeria" și "Șoareci de laborator" (de Nicoară Mihali), cărți de basme, precum "Bătrânul împărat și păsările dragostei" (carte de basme maramureșene autentice, culese de antropologul Pamfil Bilțiu). 

## Premii
A câștigat competiția Call for Artists - Qollection din martie 2020 și a creat colecția de eșarfe printate "Fluid Silk". 